# Els Boscos
Els Boscos és una entitat singular i nucli de població del municipi de Banyeres del Penedès (Baix Penedès) situat 200 m. al sud-oest del nucli principal, entre la Casa Roja i l'indret de la Saldonera.
S'uneix gairebé amb el poble per l'avinguda de Marta Mata.
El 1989 constava com una urbanització. Hi viuen 129 persones (2020).